# Frank (guitarrista)
Francisco Javier Alejandro Octavio Gómez de la Serna Alvariño (Madrid; 31 de enero de 1970), conocido como Frank, es un guitarrista y compositor español. Exintegrante del grupo de Folk Metal, Mägo de Oz y del grupo de Glam Metal, Bürdel King. Creador e integrante del grupo de Heavy Metal, Runa Llena, banda formada en compañía del guitarrista y también exmiembro de Mägo de Oz, Carlitos.

## Biografía
Francisco Javier Alejandro Octavio Gómez de la Serna Alvariño (Frank) nació en Madrid. Es sobrino-nieto del escritor y periodista Ramón Gómez de la Serna.
La afición a la música le viene de familia, su padre tenía una discoteca en la que se escuchaba a los Beatles y a los Rolling Stones. Cuando Frank tenía solamente 8 años su padre falleció. Pero la pasión musical la heredaron sus hijos. Al hermano de Frank le apasiona la música y también se ocupa de la página oficial de Mägo de Oz, con el pseudónimo de MasterOz. 
Frank aprendió a tocar la guitarra por sus propios medios. Con 9 años su tía les regaló una guitarra y empezaron a sacar unas cuantas canciones. La primera fue Wish you were here de Pink Floyd. Desde entonces se pasaba los domingos en las escaleras del rastro madrileño tocando canciones de Leño y Asfalto. Dominaba unos cuantos acordes pero quería mejorar así que Pachu le enseñó lo básico en solfeo y armonía.
Su primer grupo se llamaba Tocata y Fuga.
Estudió decoración que aplica en el diseño de los escenarios que hace con Txus. Durante bastantes años trabajó decorando bares, discotecas e incluso despachos de ejecutivos de gran importancia mientras por las noches tocaba con Mägo de Oz.
Txus di Fellatio lo conoció a través del violinista del grupo Mohamed. Ambos eran colegas de barrio desde siempre. Al principio les acompañaba a veces, cuando necesitaban una guitarra porque alguno les iba a fallar. Por aquel entonces también tocaba en un grupo llamado Härem. 
Finalmente se convirtió en un miembro más de Mägo de Oz, sustituyendo a Chema.

## Discografía

### Álbumes de estudio
Con Mägo de Oz
| Año  | Título                       |
| ---- | ---------------------------- |
| 1996 | Jesús de Chamberí            |
| 1997 | La Bruja                     |
| 1998 | La leyenda de la Mancha      |
| 2000 | Finisterra                   |
| 2003 | Gaia                         |
| 2004 | Belfast                      |
| 2005 | Gaia II: La Voz Dormida      |
| 2007 | La Ciudad de los Árboles     |
| 2010 | Gaia III: Atlantia           |
| 2012 | Hechizos, pócimas y brujería |
| 2014 | Ilussia                      |
| 2015 | Finisterra Ópera Rock        |
| 2019 | Ira Dei                      |

Con Bürdel King
| Año  | Título                                              |
| ---- | --------------------------------------------------- |
| 2011 | ¡Ladran, luego cabalgamos!                          |
| 2016 | Si Dios está en todas partes... fuego a discreción! |

Con Runa Llena
| Año  | Título |
| ---- | ------ |
| 2022 | Aon    |

### Álbumes en vivo
| Año  | Título                       |
| ---- | ---------------------------- |
| 2002 | Fölktergeist (CD)            |
| 2002 | A Costa da Rock (DVD)        |
| 2005 | Madrid Las Ventas (CD y DVD) |
| 2008 | Barakaldo D.F. (CD y DVD)    |
| 2017 | Diabulus in Opera (CD y DVD) |

- Datos: Q10885546